# Théâtre dramatique d'Irkoutsk

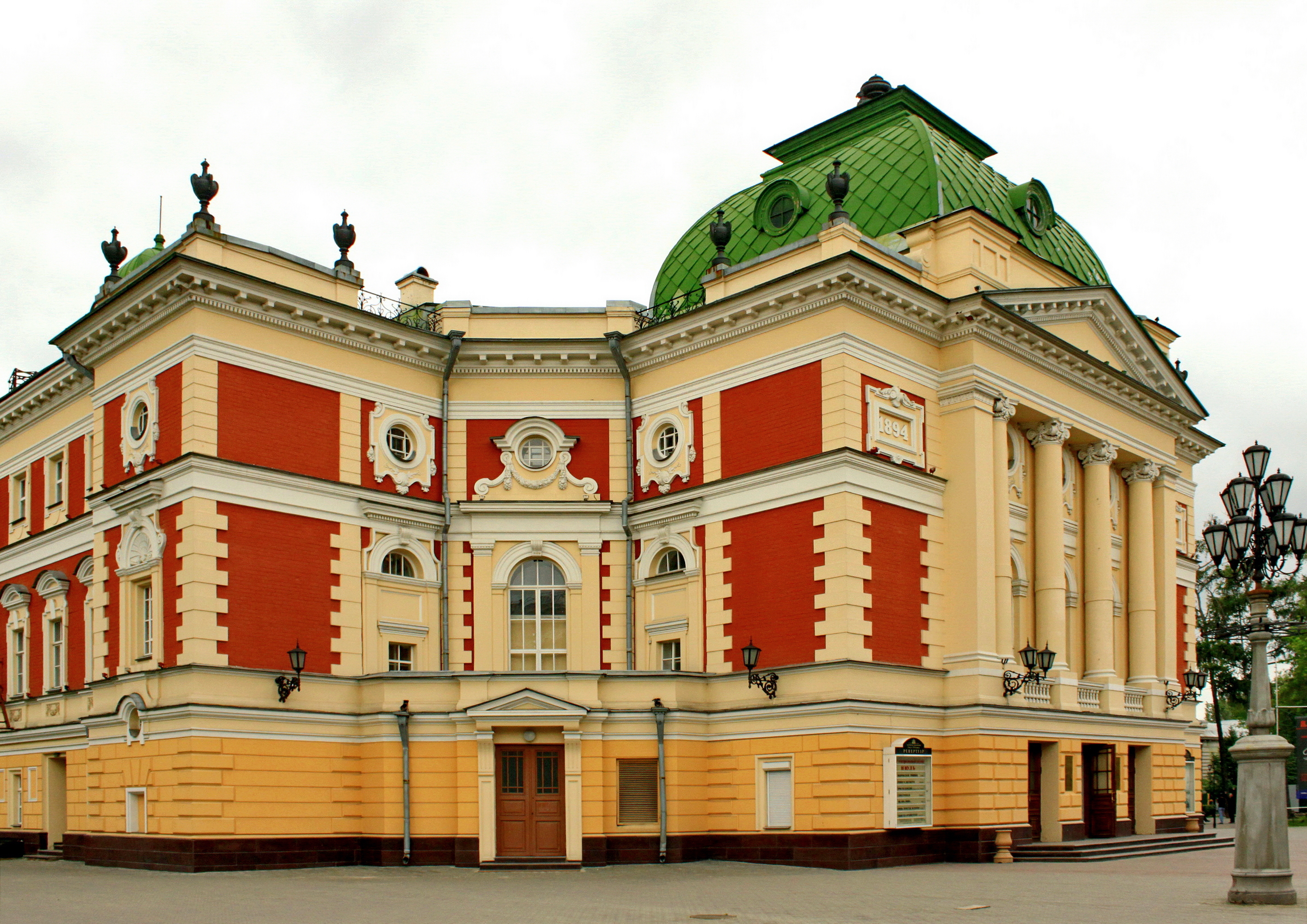
Le théâtre dramatique d'Irkoutsk.

Le théâtre dramatique Okhlopkov (Ирку́тский академи́ческий драмати́ческий теа́тр имени Н. П. Охлопкова) est un théâtre de Russie, situé en Sibérie à Irkoutsk. C'est l'un des théâtres dramatiques les plus anciens du pays, puisqu'il a été fondé en 1850. L'édifice actuel date de 1897 et a été construit selon les dessins de Viktor Schröter.

## Histoire

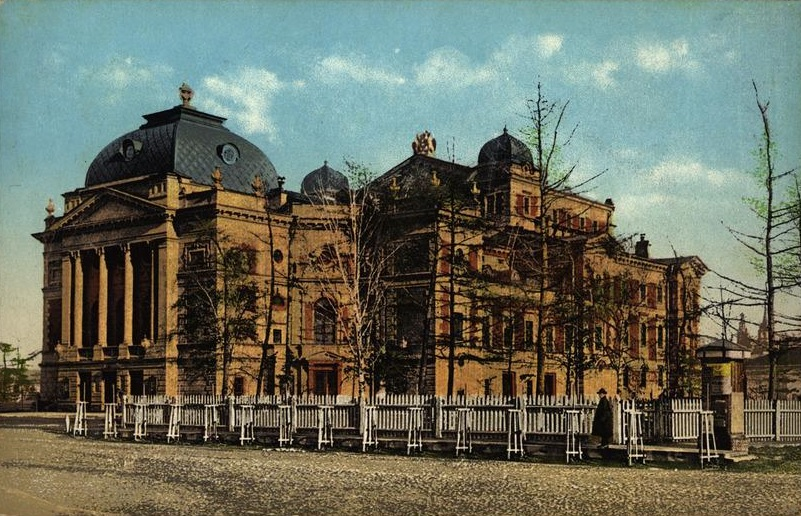
Le théâtre dans les années 1910.

Les premiers spectacles de théâtre sont donnés à la Société de Bienfaisance d'Irkoutsk, puis une troupe permanente s'installe en 1850 dans cette ville en pleine extension. Un édifice en bois est construit en 1851 et inauguré le 22 septembre de la même année avec une pièce en un acte de Nikolaï Polévoï (né à Irkoutsk), L'Homme russe se souvient avec bonté («Русский человек добро помнит»). Des acteurs connus viennent en tournée à Irkoutsk, comme Dolmatov, Bravitch ou Varlamov, et Gaïdebourov, plusieurs fois. La troupe du théâtre Maly de Moscou y joue en 1909 et, en 1915, celle du théâtre Korch, également de Moscou. Sa scène accueille aussi les frères Adelheim à plusieurs reprises, le célèbre Dalsky, et le chorégraphe Marius Petipa. Venus en tournée à Irkoutsk, Maria Savina s'y fit applaudir, ainsi que la grande tragédienne Vera Komissarjevskaïa, ou encore Alexandra Yablotchkina et Alexandre Ioujine. Alexandre Vampilov et Valentin Raspoutine, enfants du pays, ont trouvé ici un immense écho. Toutes les pièces de Vampilov ont été jouées ici et un festival de théâtre contemporain s'y tient tous les ans, placé sous son vocable.
Le 2 novembre 1967 le conseil des ministres de la RSFSR lui ajoute le nom d'Okhlopkov en hommage au metteur en scène Nikolaï Okhlopkov (1900-1967) dont la carrière théâtrale a débuté sur cette scène. Le 31 août 1999, un décret du ministère de la Culture de la fédération de Russie lui décerne le titre d'« académique ». Les grandes pièces du répertoire russe y sont jouées ainsi que les traductions de pièces des grands auteurs étrangers, de même que des pièces contemporaines. La troupe s'est rendue en tournée en Allemagne, en Bulgarie, au Japon et aux États-Unis, ainsi que dans les pays d'Asie centrale de l'ancienne URSS.

## Architecture

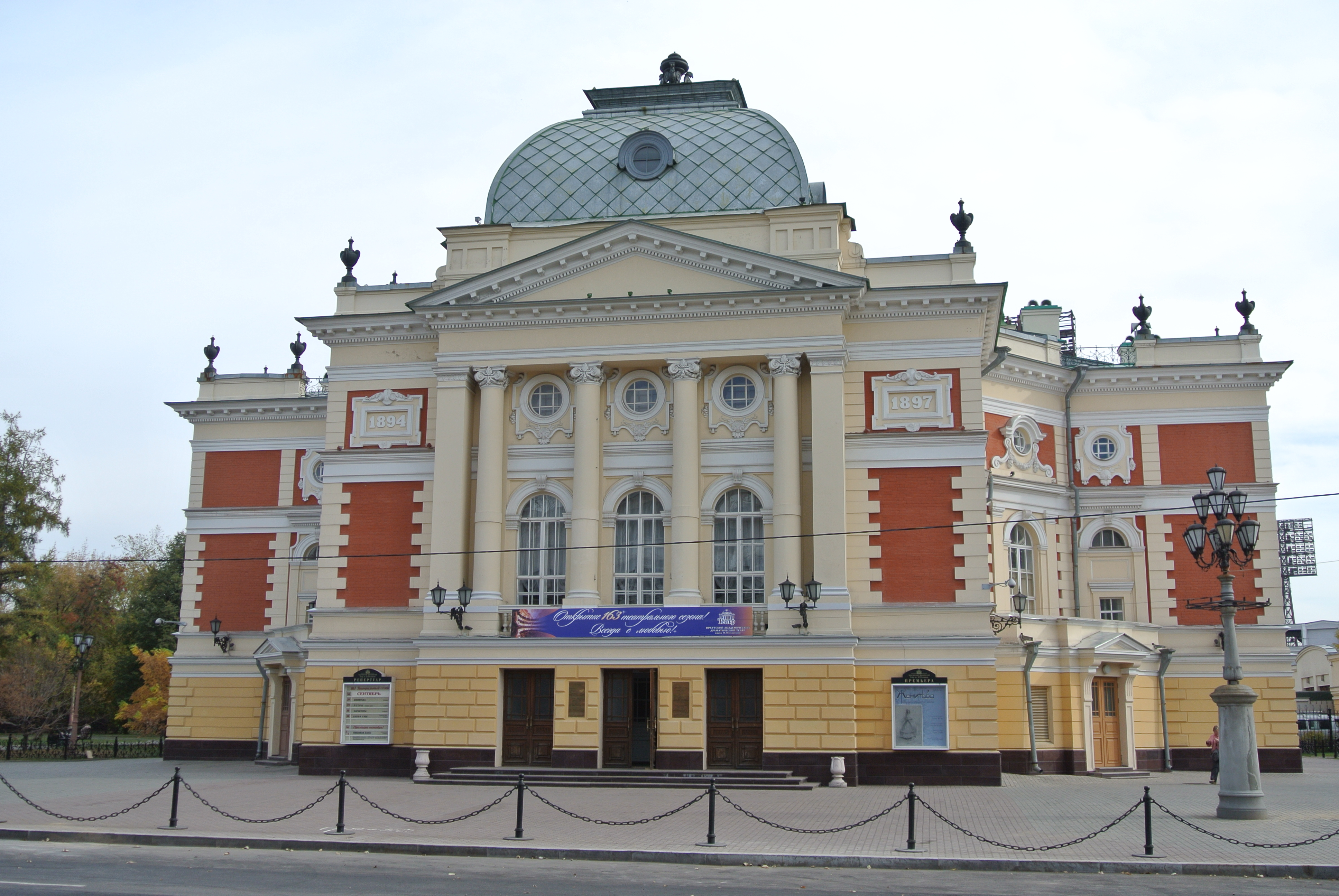
Le théâtre en 2012.

L'édifice actuel de style éclectique avec son fronton à la grecque date de 1897 et se présente comme un théâtre « classique » à orchestre, balcons et galeries, dont les dessins sont de Viktor Schröter, architecte principal de la direction des théâtres impériaux. Le financement et la construction (qui dure trois ans) sont placés sous le patronage du gouverneur Goremykine. La salle bénéficie d'une excellente acoustique. Des restaurations et aménagements y ont lieu régulièrement, dont une restauration de fond qui a eu lieu dans les années 1990 et s'est achevée en 1999.